# Kari Storækre
Kari Storækre, född 22 juni 1950, är en norsk programledare verksam inom norsk och svensk TV. Mest känd i Sverige är hon nog som medgrundare av Nordic Channel 1989 och programledare för bl.a. "Karusell", "God morgon Scandinavia", "Sånt är livet" och "Fantastiskt" på Nordic Channel/TV5 Nordic/Kanal 5.
Kari Storækre har akademiska examina i konsthistoria, musik och statsvetenskap vid Oslo universitet. Hon arbetade som tidningsjournalist vid Verdens Gang och Arbeiderbladet, och har också arbetat i NRK (Dagsnytt, Radio) och bland annat NRK-programmet "Unnskyld at jeg spør".
Storækre var tidigare gift med den för spioneri dömde UD-tjänstemannen och journalisten Arne Treholt. Paret Treholt-Storækre vistades bland annat i New York under fyra år, då Treholt tjänstgjorde vid FN. Hon gifte sig 2 maj 1987 med Åke Wilhelmsson, en svensk journalist och TV-producent.
Hon flyttade åter till Oslo i maj 2010 där hon bland annat tjänstgjort vid Norsk Folkemuseum.